# 윤동주문학상
윤동주문학상(Yoon Dong-ju Literature Awards)(尹東柱文學賞)은 한국문인협회에서 1985년에 제정하여 주최하는 문학상이다.

## 역대 수상자
| 회   | 년도   | 본상                                                                                  | 우수상                                                                           |
| ---- | ------ | ------------------------------------------------------------------------------------- | -------------------------------------------------------------------------------- |
| 1회  | 1985년 | 이형기,‘보물섬의 지도’                                                                | 洪楨云‘신념의 언어와 예술의 언어’(평론) 鄭昭盛,‘뜨거운 江'(소설)                 |
| 2회  | 1986년 | 정연희,‘양화진’(소설)                                                                 | 이충이, ‘먼저 가는 자 빛으로 남고’(시집) 전영태, ‘6.25와 분단 시대의 소설’(평론) |
| 4회  | 1988년 | 전상국, '投石'(중편소설)외                                                            | 曺永秀‘네 안에서 내 안으로’ 오양호,‘한국 문학과 간도’(평론집)                    |
| 5회  | 1989년 | 박제천, '붉은 울음 꽃'                                                                | 이상문, '적'(단편소설) 외 김현숙, '꽃보라의 기별'외                              |
| 6회  | 1990년 | 김종철, '길'                                                                          | 김선주, '파라도'(중편) 김송배,'백지였으면 좋겠다.'                               |
| 7회  | 1991년 | 이경희, '그대의 수채화'                                                               | 이일향, ‘惜日堂 詩妙’                                                            |
| 8회  | 1992년 | 김계덕, '맨바로 일어서는 바다'                                                        | 홍금자, ‘너는 바다 크기로 내 안에 들어와’                                        |
| 9회  | 1993년 | 강민,'물은 하나 되어 흐르네'                                                          | 김영은,‘이름을 가진 낙엽’                                                        |
| 10회 | 1994년 | 박현령, '유랑의 흔이 되어'                                                            | 정인관, ‘물레야 물레야’                                                          |
| 11회 | 1995년 | 김소엽, '마음에 뜬 별'                                                                | 김종섭, ‘섬은 멀리 누워’                                                         |
| 12회 | 1996년 | 이생진, '먼 섬에 가고 싶다'                                                           | 김몽선, ‘쓸쓸해지는 연습’                                                        |
| 13회 | 1997년 | 조병무, '머문 자리 그대로'                                                            | 송희철, ‘지리산에 무릎꿇고 머리 수그리고’                                        |
| 14회 | 1998년 | 이향아, '살아 있는 날들의 이별'                                                       | 김영남,‘정동진 역’                                                               |
| 15회 | 1999년 | 윤석산, '다시 말의 남쪽 오두막집에서'외                                               | 박종숙,울음과 노래’                                                              |
| 16회 | 2000년 | 차한수, '세상에서 제일 작은 손'                                                       | 이희자,‘혼 놓은 바람 떨트리면’                                                   |
| 17회 | 2001년 | 안혜초, '꿈은 아니겠지요'                                                             | 안혜초, '꿈은 아니겠지요'                                                        |
| 18회 | 2002년 | 김지향, '리모콘과 풍경'                                                               | 김지향, '리모콘과 풍경'                                                          |
| 19회 | 2003년 | 신현득, '대추나무 대추씨'(동시집)                                                     | 신현득, '대추나무 대추씨'(동시집)                                                |
| 20회 | 2004년 | 김석규, '훈풍에게'                                                                    | 김석규, '훈풍에게'                                                               |
| 21회 | 2005년 | 수상자 없음                                                                           | 수상자 없음                                                                      |
| 22회 | 2006년 | 이근식, '노자의 물'                                                                   | 이근식, '노자의 물'                                                              |
| 23회 | 2007년 | 김광자, '그 하늘 아래'                                                                | 김광자, '그 하늘 아래'                                                           |
| 24회 | 2008년 | 박진환, '풍시조' 이길원, '해이리 시편'                                                | 박진환, '풍시조' 이길원, '해이리 시편'                                           |
| 25회 | 2009년 | 문무학, '낱마'(시조집)                                                                | 문무학, '낱마'(시조집)                                                           |
| 26회 | 2010년 | 조남익, '기다린 사람들이 온다'                                                        | 조남익, '기다린 사람들이 온다'                                                   |
| 27회 | 2011년 | 김창완, '금빛 바다'                                                                   | 김창완, '금빛 바다'                                                              |
| 28회 | 2012년 | 유안진, '걸어서 에덴까지'                                                             | 유안진, '걸어서 에덴까지'                                                        |
| 29회 | 2013년 | 강우식, '살아가는 슬픔, 벽' 김년균, '자연을 생각하며'                                 | 강우식, '살아가는 슬픔, 벽' 김년균, '자연을 생각하며'                            |
| 30회 | 2014년 | 임보, '검은 등 뻐꾸기의 울음'                                                         | 임보, '검은 등 뻐꾸기의 울음'                                                    |
| 31회 | 2015년 | 허소라, '이 풍진 세상'                                                                |                                                                                  |
| 32회 | 2016년 | 왕수영, '가도 그만 와도 그만' 이혜선, '새소리 택배'                                   |                                                                                  |
| 33회 | 2017년 | 소강석, '다시, 별 헤는 밤' 정두리, '내일은 맑음'(동시집)                              |                                                                                  |
| 34회 | 2018년 | 서상만, '늦귀' 서일옥, '새소리 택배'(시조)                                            |                                                                                  |
| 35회 | 2019년 | 허영만, '뒷굽' 이동희, '득실 외 2편'                                                  |                                                                                  |
| 36회 | 2020년 | 김영, '파이디아' 진순분, '익명의 첫 숨'                                               |                                                                                  |
| 37회 | 2021년 | 김선진, '몽환의 다리에서' 박종철, '사람 만나지 않는 날들' 유상용, '나는 나로'(시조집) |                                                                                  |
| 38회 | 2022년 | 이계설, '자네' 최금녀, '기둥들은 모두 새가 되었다 최순향, '석류 웃다'(시조집)         |                                                                                  |
| 39회 | 2023년 | 박복조, '생이 만선이다' 이국민, '통일의 바다'(시조집)                                 |                                                                                  |
| 40회 | 2021년 | 민창홍, '도도새를 생각하는 밤' 김순자, '아직은 보랏빛' 박철언, '바람을 안는다'        |                                                                                  |